# Marie Žišková
Marie Žišková (* 1951) je česká právnička a bývalá soudkyně Nejvyššího správního soudu České republiky. Do své rezignaci na funkci soudkyně v březnu 2019 zde působila jako předsedkyně senátu. Kariéru v justici začala u Okresního soudu v Jičíně, kde pracovala mezi lety 1975–1977. Poté přešla na Ministerstvo spravedlnosti, kde pracovala na odboru dohledu nad civilní justicí (1977 – 1989) a následně v legislativní oblasti, kde pracovala jako vedoucí oddělení občanskoprávní legislativy. V letech 2001 a 2002 byla soudkyní Vrchního soudu v Praze.